# École royale des sciences, des arts et des métiers
L'École royale des sciences, des arts et des métiers (en portugais : Escola Real de Ciências, Artes e Ofícios est une ancienne école d'ingénieurs et d'art à Rio de Janeiro, au Brésil.
Elle devient l'Académie royale de dessin, de peinture, de sculpture et d'architecture civile en 1820, puis l'Académie impériale des beaux-arts (1826-1889) et finalement l'École des beaux-arts, aujourd'hui une unité de l'université fédérale de Rio de Janeiro.
L'École a joué un rôle primordial dans la formation académique au Brésil, notamment à travers la production d'importantes peintures historiques ou de portraits officiels et dans le développement de l'architecture au Brésil, à une époque, le XIXe siècle, où le Brésil cherchait à développer son identité culturelle.

## Historique
L'École royale des sciences, des arts et des métiers est fondée par un décret de Jean VI, sous l'impulsion de la Mission artistique française, le 12 août 1816. Joachim Lebreton en est le premier directeur,.
Elle devient en 1820 l'Academia Real de Desenho, Pintura, Escultura e Arquitetura Civil (Académie royale de dessin, de peinture, de sculpture et d'architecture civile). Elle n'a pas d'installations physiques définitives avant 1826, quand elle devient l'Académie impériale des Beaux-Arts, du fait de conflits pédagogiques entre Français (qui soutiennent le style néo-classique) et Portugais (qui soutiennent toujours le baroque et le rococo) et par manque de soutien financier. Le nouveau siège est installé sur la Travessa das Belas Artes le 5 novembre 1826 et est l'œuvre de Grandjean de Montigny, membre de la Mission artistique française et professeur d'architecture à l'École,.
L'École joue un rôle primordial dans la formation académique au Brésil, notamment à travers la production d'importantes peintures historiques ou de portraits officiels et dans le développemnt de l'architecture au Brésil, à une époque, le XIXe siècle, où le Brésil cherche à développer son identité culturelle,.

#### Centrée
- (pt) Angélica Ricci Camargo, « Escola Real de Ciências, Artes e Ofícios », dans Dicionário da Administração Pública Brasileira do Período Colonial, Arquivo nacional, 2012 (lire en ligne).
- (pt) Monica Cauhi Wanderley, « História da Academia - diferentes nomes, propostas e decretos », 19&20, Rio de Janeiro, vol. VI, no 2,‎ avril 2011 (lire en ligne).

#### Générale
- (pt) Júlio Bandeira, Roberto Conduru et Pedro Martins Caldas Xexéo, A missão francesa, Rio de Janeiro, Sextante, 2003.
- (pt) Gean Maria Bittencourt et Marcel Gautherot, A missão artística francesa de 1816, Petrópolis, Museu de Armas Ferreira da Cunha, 1967.
- (pt) José Roberto Teixeira Leite, Dicionário crítico da pintura no Brasil, Rio de Janeiro, Artlivre, 1988.
- (pt) Mário Pedrosa, « A missão francesa: seus obstáculos políticos », dans Otília Arantes (dir.), Acadêmicos e modernos: textos escolhidos III, São Paulo, Edusp, 1998, p. 39-114.
- (pt) Lilia Moritz Schwarcz, A longa viagem da biblioteca dos reis: do terremoto de Lisboa à independência do Brasil, São Paulo, Companhia das Letras, 2002.
- (pt) Maria Beatriz Nizza da Silva, Cultura e sociedade no Rio de Janeiro (1808-1821), São Paulo/Brasília, Companhia Editora Nacional, 1977.